# Inostemma productum
Inostemma productum är en stekelart som beskrevs av Peter Neerup Buhl 2001. Inostemma productum ingår i släktet Inostemma och familjen gallmyggesteklar. Inga underarter finns listade i Catalogue of Life.